# Ligonier (Indiana)
Pour les articles homonymes, voir Ligonier.
La ville américaine de Ligonier est située dans le comté de Noble, dans l’État de l’Indiana. Elle comptait 4 405 habitants lors du recensement de 2010, dont une majorité de Latinos.

## Histoire
La construction de Ligonier est ordonnée en 1835. La ville est alors nommée d'après le borough de Ligonier en Pennsylvanie.

## Démographie
| Groupe            | Ligonier | Indiana | États-Unis |
| ----------------- | -------- | ------- | ---------- |
| Blancs            | 69,7     | 84,3    | 72,4       |
| Autres            | 26,6     | 2,7     | 6,4        |
| Métis             | 2,7      | 2,0     | 2,9        |
| Asiatiques        | 0,5      | 1,6     | 4,8        |
| Afro-Américains   | 0,4      | 9,1     | 12,6       |
| Amérindiens       | 0,3      | 0,3     | 0,9        |
| Total             | 100      | 100     | 100        |
|                   |          |         |            |
| Latino-Américains | 51,5     | 6,0     | 16,7       |

Selon l'American Community Survey, pour la période 2011-2015, 46,63 % de la population âgée de plus de 5 ans déclare parler anglais à la maison, alors que 52,93 % déclare parler l'espagnol et 0,45 % une autre langue.